# 加布里埃爾·讓-愛德華·科揚布努
加布里埃爾·讓-愛德華·科揚布努（法語：Gabriel Jean-Edouard Koyambounou，生於1947年）是中非共和國政治家，並且從1995年4月12日至1996年6月6日期間擔任中非共和國總理，而她現在也是中非人民解放運動副黨魁。